# Zebras
Zebras é uma localidade portuguesa da Freguesia de Orca, do Município do Fundão, Distrito de Castelo Branco, com 136 habitantes (2011). Foi sede de uma freguesia extinta em 1910, passando a integrar a freguesia de Orca.
Pertenceu ao concelho de Castelo Novo e depois ao de Alpedrinha até 1855 quando passou para o concelho (atual município) do Fundão.

## Património
- Igreja Matriz de Nossa Senhora da Assunção
- Casa senhorial denominada por Solar dos Caldeira e Bourbon, já que a maior ampliação ocorreu em 1867 pelos anteriores proprietários, os Caldeira Giraldes de Bourbon, foi reconvertida em 2004 em empreendimento de Turismo Rural.

Tal como na sede de freguesia, também aqui subsistem vestígios de um velho Castro na zona alta da localidade e onde, posteriormente, foi construída a Igreja de Zebras.

## Associativismo
- Associação Recreativa e Cultural das Zebras (criada em 1995)
- Associação de Caça Pesca e Tiro Fonte Santa (criada em 2006)

## Unidades hoteleiras
- Solar dos Caldeira e Bourbon - Quinta de Turismo Rural com 7 quartos duplos, situada no Largo da Igreja.